# Liste der Gemeinden im Landkreis Donau-Ries

Karte des Landkreises Donau-Ries

Die Liste der Gemeinden im Landkreis Donau-Ries gibt einen Überblick über die Verwaltungseinheiten des Landkreises. Es gibt 44 politische Gemeinden, von denen 12 eine eigene Verwaltung haben, und 6 Verwaltungsgemeinschaften.

## Legende
- Verwaltungseinheit: Name der Gemeinde und Angabe der Gemeindeart: Gemeinde (–), Markt (M), Stadt (St), Große Kreisstadt (GKSt) oder Name der Verwaltungsgemeinschaft. Einheitsgemeinden wie auch Verwaltungsgemeinschaften sind fett gedruckt
- Wappen: Wappen der Gemeinde
- GT: Gemeindeteile der Gemeinde. Der Wiki-Link ist mit der Gemeindegliederung der jeweiligen Gemeinde verknüpft.
- VG: Zeigt ggf. an, ob eine Gemeinde zu einer Verwaltungsgemeinschaft gehört
- Karte: Zeigt die Lage der Gemeinde im Landkreis
- Fläche: Fläche der Stadt beziehungsweise Gemeinde, angegeben in Quadratkilometer
- Einwohner: Zahl der Menschen die in der Gemeinde beziehungsweise Stadt leben (Stand: 31. Dezember 2023[1])
- EW-Dichte: Angegeben ist die Einwohnerdichte, gerechnet auf die Fläche der Verwaltungseinheit, angegeben in Einwohner pro km2 (Stand: 31. Dezember 2023[2])
- Statistik: Link zur kommunalen Statistik des Bayerischen Landesamts für Statistik
- Website: Website der der Gemeinde bzw. der Verwaltungsgemeinschaft

## Gemeinden
| Verwaltungseinheit      | Wappen                                  | GT | VG                  | Karte                                                                        | Fläche in km²   | Einwohner      | Einwohner je km² | Statistik | Website |
| ----------------------- | --------------------------------------- | -- | ------------------- | ---------------------------------------------------------------------------- | --------------- | -------------- | ---------------- | --------- | ------- |
| Landkreis Donau-Ries    | Wappen des Landkreises Donau-Ries       |    |                     | Der Landkreis Donau-Ries                                                     | 1274,68         | 137971         | 108              | [ 3 ]     | [ 4 ]   |
| Monheim, VG             |                                         |    | Monheim             | Lage der Verwaltungsgemeinschaft Monheim im Landkreis Donau-Ries             | 138,17 (10.8 %) | 10180 (7.4 %)  | 74               |           | [ 5 ]   |
| Oettingen in Bayern, VG |                                         |    | Oettingen in Bayern | Lage der Verwaltungsgemeinschaft Oettingen in Bayern im Landkreis Donau-Ries | 118,27 (9.3 %)  | 11203 (8.1 %)  | 95               |           | [ 6 ]   |
| Rain, VG                |                                         |    | Rain                | Lage der Verwaltungsgemeinschaft Rain im Landkreis Donau-Ries                | 141,13 (11.1 %) | 5198 (3.8 %)   | 37               |           | [ 7 ]   |
| Ries, VG                |                                         |    | Ries                | Lage der Verwaltungsgemeinschaft Ries im Landkreis Donau-Ries                | 181,05 (14.2 %) | 10994 (8 %)    | 61               |           | [ 8 ]   |
| Wallerstein, VG         |                                         |    | Wallerstein         | Lage der VerwaltungsgemeinschaftWallerstein im Landkreis Donau-Ries          | 47,22 (3.7 %)   | 6020 (4.4 %)   | 127              |           | [ 9 ]   |
| Wemding, VG             |                                         |    | Wemding             | Lage der Verwaltungsgemeinschaft Wemding im Landkreis Donau-Ries             | 125,23 (9.8 %)  | 10826 (7.8 %)  | 86               |           | [ 10 ]  |
| Alerheim                | Wappen der Gemeinde Alerheim            | 7  | Ries                | Lage der Gemeinde Alerheim im Landkreis Donau-Ries                           | 23,37 (1.8 %)   | 1754 (1.3 %)   | 75               | [ 11 ]    | [ 12 ]  |
| Amerdingen              | Wappen der Gemeinde Amerdingen          | 4  | Ries                | Lage der Gemeinde Amerdingen im Landkreis Donau-Ries                         | 19,11 (1.5 %)   | 880 (0.6 %)    | 46               | [ 13 ]    | [ 14 ]  |
| Asbach-Bäumenheim       | Wappen der Gemeinde Asbach-Bäumenheim   | 5  |                     | Lage der Gemeinde Asbach-Bäumenheim im Landkreis Donau-Ries                  | 11,89 (0.9 %)   | 4812 (3.5 %)   | 405              | [ 15 ]    | [ 16 ]  |
| Auhausen                | Wappen der Gemeinde Auhausen            | 9  | Oettingen in Bayern | Lage der Gemeinde Auhausen im Landkreis Donau-Ries                           | 15,55 (1.2 %)   | 1032 (0.7 %)   | 66               | [ 17 ]    | [ 18 ]  |
| Buchdorf                | Wappen der Gemeinde Buchdorf            | 2  | Monheim             | Lage der Gemeinde Buchdorf im Landkreis Donau-Ries                           | 16,67 (1.3 %)   | 2057 (1.5 %)   | 123              | [ 19 ]    | [ 20 ]  |
| Daiting                 | Wappen der Gemeinde Daiting             | 6  | Monheim             | Lage der Gemeinde Daiting im Landkreis Donau-Ries                            | 25,46 (2 %)     | 809 (0.6 %)    | 32               | [ 21 ]    | [ 22 ]  |
| Deiningen               | Wappen der Gemeinde Deiningen           | 4  | Ries                | Lage der Gemeinde Deiningen im Landkreis Donau-Ries                          | 15,33 (1.2 %)   | 1851 (1.3 %)   | 121              | [ 23 ]    | [ 24 ]  |
| Donauwörth, GKSt        | Wappen der Gemeinde Donauwörth          | 34 |                     | Lage der Gemeinde Donauwörth im Landkreis Donau-Ries                         | 77,04 (6 %)     | 20108 (14.6 %) | 261              | [ 25 ]    | [ 26 ]  |
| Ederheim                | Wappen der Gemeinde Ederheim            | 10 | Ries                | Lage der Gemeinde Ederheim im Landkreis Donau-Ries                           | 16,57 (1.3 %)   | 1109 (0.8 %)   | 67               | [ 27 ]    | [ 28 ]  |
| Ehingen am Ries         | Wappen der Gemeinde Ehingen am Ries     | 7  | Oettingen in Bayern | Lage der Gemeinde Ehingen am Ries im Landkreis Donau-Ries                    | 15,64 (1.2 %)   | 766 (0.6 %)    | 49               | [ 29 ]    | [ 30 ]  |
| Forheim                 | Wappen der Gemeinde Forheim             | 2  | Ries                | Lage der Gemeinde Forheim im Landkreis Donau-Ries                            | 23,25 (1.8 %)   | 536 (0.4 %)    | 23               | [ 31 ]    | [ 32 ]  |
| Fremdingen              | Wappen der Gemeinde Fremdingen          | 15 |                     | Lage der Gemeinde Fremdingen im Landkreis Donau-Ries                         | 50,09 (3.9 %)   | 2114 (1.5 %)   | 42               | [ 33 ]    | [ 34 ]  |
| Fünfstetten             | Wappen der Gemeinde Fünfstetten         | 10 | Wemding             | Lage der Gemeinde Fünfstetten im Landkreis Donau-Ries                        | 26,71 (2.1 %)   | 1361 (1 %)     | 51               | [ 35 ]    | [ 36 ]  |
| Genderkingen            | Wappen der Gemeinde Genderkingen        | 8  | Rain                | Lage der Gemeinde Genderkingen im Landkreis Donau-Ries                       | 11,67 (0.9 %)   | 1269 (0.9 %)   | 109              | [ 37 ]    | [ 38 ]  |
| Hainsfarth              | Wappen der Gemeinde Hainsfarth          | 7  | Oettingen in Bayern | Lage der Gemeinde Hainsfarth im Landkreis Donau-Ries                         | 17,54 (1.4 %)   | 1464 (1.1 %)   | 83               | [ 39 ]    | [ 40 ]  |
| Harburg                 | Wappen der Gemeinde Harburg             | 25 |                     | Lage der Gemeinde Harburg im Landkreis Donau-Ries                            | 73,16 (5.7 %)   | 5652 (4.1 %)   | 77               | [ 41 ]    | [ 42 ]  |
| Hohenaltheim            | Wappen der Gemeinde Hohenaltheim        | 8  | Ries                | Lage der Gemeinde Hohenaltheim im Landkreis Donau-Ries                       | 17,79 (1.4 %)   | 608 (0.4 %)    | 34               | [ 43 ]    | [ 44 ]  |
| Holzheim                | Wappen der Gemeinde Holzheim            | 8  | Rain                | Lage der Gemeinde Holzheim im Landkreis Donau-Ries                           | 20,29 (1.6 %)   | 1198 (0.9 %)   | 59               | [ 45 ]    | [ 46 ]  |
| Huisheim                | Wappen der Gemeinde Huisheim            | 16 | Wemding             | Lage der Gemeinde Huisheim im Landkreis Donau-Ries                           | 22,79 (1.8 %)   | 1667 (1.2 %)   | 73               | [ 47 ]    | [ 48 ]  |
| Kaisheim, M             | Wappen der Gemeinde Kaisheim            | 12 |                     | Lage der Gemeinde Kaisheim im Landkreis Donau-Ries                           | 41,70 (3.3 %)   | 4057 (2.9 %)   | 97               | [ 49 ]    | [ 50 ]  |
| Maihingen               | Wappen der Gemeinde Maihingen           | 5  | Wallerstein         | Lage der Gemeinde Maihingen im Landkreis Donau-Ries                          | 14,18 (1.1 %)   | 1245 (0.9 %)   | 88               | [ 51 ]    | [ 52 ]  |
| Marktoffingen           | Wappen der Gemeinde Marktoffingen       | 5  | Wallerstein         | Lage der Gemeinde Marktoffingen im Landkreis Donau-Ries                      | 13,60 (1.1 %)   | 1288 (0.9 %)   | 95               | [ 53 ]    | [ 54 ]  |
| Marxheim                | Wappen der Gemeinde Marxheim            | 12 |                     | Lage der Gemeinde Marxheim im Landkreis Donau-Ries                           | 46,58 (3.7 %)   | 2663 (1.9 %)   | 57               | [ 55 ]    | [ 56 ]  |
| Megesheim               | Wappen der Gemeinde Megesheim           | 3  | Oettingen in Bayern | Lage der Gemeinde Megesheim im Landkreis Donau-Ries                          | 12,54 (1 %)     | 854 (0.6 %)    | 68               | [ 57 ]    | [ 58 ]  |
| Mertingen               | Wappen der Gemeinde Mertingen           | 6  |                     | Lage der Gemeinde Mertingen im Landkreis Donau-Ries                          | 38,42 (3 %)     | 4078 (3 %)     | 106              | [ 59 ]    | [ 60 ]  |
| Mönchsdeggingen         | Wappen der Gemeinde Mönchsdeggingen     | 7  | Ries                | Lage der Gemeinde Mönchsdeggingen im Landkreis Donau-Ries                    | 32,06 (2.5 %)   | 1437 (1 %)     | 45               | [ 61 ]    | [ 62 ]  |
| Monheim, St             | Wappen der Gemeinde Monheim             | 13 | Monheim             | Lage der Gemeinde Monheim im Landkreis Donau-Ries                            | 69,35 (5.4 %)   | 5544 (4 %)     | 80               | [ 63 ]    | [ 64 ]  |
| Möttingen               | Wappen der Gemeinde Möttingen           | 8  |                     | Lage der Gemeinde Möttingen im Landkreis Donau-Ries                          | 31,84 (2.5 %)   | 2782 (2 %)     | 87               | [ 65 ]    | [ 66 ]  |
| Munningen               | Wappen der Gemeinde Munningen           | 7  | Oettingen in Bayern | Lage der Gemeinde Munningen im Landkreis Donau-Ries                          | 22,77 (1.8 %)   | 1728 (1.3 %)   | 76               | [ 67 ]    | [ 68 ]  |
| Münster                 | Wappen der Gemeinde Münster             | 3  | Rain                | Lage der Gemeinde Münster im Landkreis Donau-Ries                            | 17,71 (1.4 %)   | 1223 (0.9 %)   | 69               | [ 69 ]    | [ 70 ]  |
| Niederschönenfeld       | Wappen der Gemeinde Niederschönenfeld   | 4  | Rain                | Lage der Gemeinde Niederschönenfeld im Landkreis Donau-Ries                  | 14,34 (1.1 %)   | 1508 (1.1 %)   | 105              | [ 71 ]    | [ 72 ]  |
| Nördlingen, GKSt        | Wappen der Gemeinde Nördlingen          | 17 |                     | Lage der Gemeinde Nördlingen im Landkreis Donau-Ries                         | 68,10 (5.3 %)   | 21053 (15.3 %) | 309              | [ 73 ]    | [ 74 ]  |
| Oberndorf am Lech       | Wappen der Gemeinde Oberndorf am Lech   | 5  |                     | Lage der Gemeinde Oberndorf am Lech im Landkreis Donau-Ries                  | 19,36 (1.5 %)   | 2689 (1.9 %)   | 139              | [ 75 ]    | [ 76 ]  |
| Oettingen in Bayern, St | Wappen der Gemeinde Oettingen in Bayern | 12 | Oettingen in Bayern | Lage der Gemeinde Oettingen in Bayern im Landkreis Donau-Ries                | 34,23 (2.7 %)   | 5359 (3.9 %)   | 157              | [ 77 ]    | [ 78 ]  |
| Otting                  | Wappen der Gemeinde Otting              | 4  | Wemding             | Lage der Gemeinde Otting im Landkreis Donau-Ries                             | 13,40 (1.1 %)   | 827 (0.6 %)    | 62               | [ 79 ]    | [ 80 ]  |
| Rain, St                | Wappen der Gemeinde Rain                | 24 |                     | Lage der Gemeinde Rain im Landkreis Donau-Ries                               | 77,12 (6.1 %)   | 9472 (6.9 %)   | 123              | [ 81 ]    | [ 82 ]  |
| Reimlingen              | Wappen der Gemeinde Reimlingen          | 1  | Ries                | Lage der Gemeinde Reimlingen im Landkreis Donau-Ries                         | 9,54 (0.7 %)    | 1366 (1 %)     | 143              | [ 83 ]    | [ 84 ]  |
| Rögling                 | Wappen der Gemeinde Rögling             | 1  | Monheim             | Lage der Gemeinde Rögling im Landkreis Donau-Ries                            | 10,74 (0.8 %)   | 653 (0.5 %)    | 61               | [ 85 ]    | [ 86 ]  |
| Tagmersheim             | Wappen der Gemeinde Tagmersheim         | 2  | Monheim             | Lage der Gemeinde Tagmersheim im Landkreis Donau-Ries                        | 15,95 (1.3 %)   | 1117 (0.8 %)   | 70               | [ 87 ]    | [ 88 ]  |
| Tapfheim                | Wappen der Gemeinde Tapfheim            | 20 |                     | Lage der Gemeinde Tapfheim im Landkreis Donau-Ries                           | 44,44 (3.5 %)   | 4070 (2.9 %)   | 92               | [ 89 ]    | [ 90 ]  |
| Wallerstein, M          | Wappen der Gemeinde Wallerstein         | 6  | Wallerstein         | Lage der Gemeinde Wallerstein im Landkreis Donau-Ries                        | 19,44 (1.5 %)   | 3487 (2.5 %)   | 179              | [ 91 ]    | [ 92 ]  |
| Wechingen               | Wappen der Gemeinde Wechingen           | 7  | Ries                | Lage der Gemeinde Wechingen im Landkreis Donau-Ries                          | 24,03 (1.9 %)   | 1453 (1.1 %)   | 60               | [ 93 ]    | [ 94 ]  |
| Wemding, St             | Wappen der Gemeinde Wemding             | 5  | Wemding             | Lage der Gemeinde Wemding im Landkreis Donau-Ries                            | 31,62 (2.5 %)   | 5860 (4.2 %)   | 185              | [ 95 ]    | [ 96 ]  |
| Wolferstadt             | Wappen der Gemeinde Wolferstadt         | 10 | Wemding             | Lage der Gemeinde Wolferstadt im Landkreis Donau-Ries                        | 30,71 (2.4 %)   | 1111 (0.8 %)   | 36               | [ 97 ]    | [ 98 ]  |